# آلبرتو کارلی
آلبرتو کارلی (انگلیسی: Alberto Carelli؛ زادهٔ ۲۶ ژوئیهٔ ۱۹۴۴) بازیکن فوتبال اهل ایتالیا است.
از باشگاه‌هایی که در آن بازی کرده‌است می‌توان به باشگاه فوتبال تورینو، باشگاه فوتبال پارما، باشگاه فوتبال کاتانیا، باشگاه فوتبال آتالانتا، و باشگاه فوتبال وارزه اشاره کرد.